# الذكاء الاصطناعي في الصناعة
يُشير الذكاء الاصطناعي في الصناعة عادةً إلى استخدام تطبيقات الذكاء الاصطناعي في مجالات الصناعة والأعمال. بخلاف الذكاء الاصطناعي العام، الذي يُعدّ تخصصًا بحثيًا رائدًا لبناء أنظمة حاسوبية تُنجز مهامًا تتطلب ذكاءً بشريًا، يُعنى الذكاء الاصطناعي الصناعي أكثر بتطبيق هذه التقنيات لمعالجة نقاط الضعف الصناعية لخلق قيمة مضافة للعملاء، وتحسين الإنتاجية، وخفض التكاليف، وتحسين الموقع، والتحليل التنبؤي، واكتشاف الرؤى. أصبحت تقنيات الذكاء الاصطناعي والتعلم الآلي تلعب دورًا هامًا وأساسيا للاستفادة من البيانات في عملية الإنتاج خلال السنوات الأخيرة نتيجةً لعدد من العوامل المختلفة، مثل توفير أجهزة استشعار أكثر كفاءةً، وإتاحة عملية جمع مؤتمتة للبيانات، وتوفير قدرة حوسبة أقوى لأجهزة الحواسب لأداء مهام أكثر تعقيدًا بسرعة أكبر وبتكلفة أقل؛ وتوفير بنية تحتية أسرع للاتصال وخدمات سحابية أكثر سهولة في الوصول لإدارة البيانات وتعهيد قوة الحوسبة.

## المجالات التطبيقية
يمكن تقسيم التطبيقات المحتملة للذكاء الاصطناعي والتعلم الآلي في مجالات الصناعة والإنتاج إلى سبعة مجالات تطبيقية، وهي:
- تحليل السوق والاتجاهات
- الآلات والمعدات
- اللوجستيات الداخلية
- عمليات الإنتاج
- سلاسل التوريد
- البناء
- المنتج

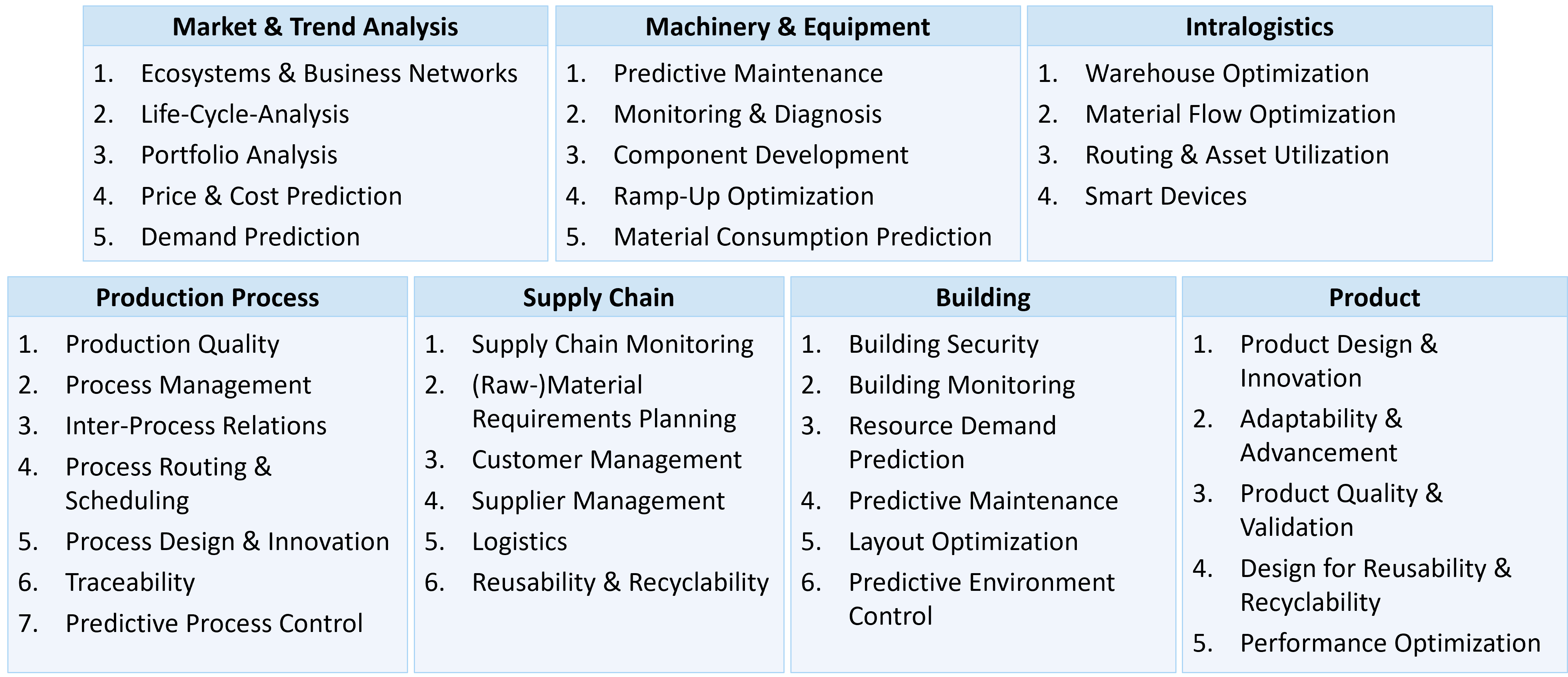
المجالات التطبيقية وفئات تطبيق تقنيات التعلم الآلي والذكاء الاصطناعي في الإنتاج

ويمكن تقسيم كل مجال تطبيقي إلى فئات تطبيقية محددة تصف آليات محددة لاستخدام لذكاء الاصطناعي والتعلم الآلي في الإنتاج. ترتبط بعض المجالات التطبيقية ارتباطًا مباشرًا بعمليات الإنتاج، بينما يغطي بعضها الآخر مجالات ما قبل أو بعد الإنتاج مثل الخدمات اللوجستية أو بناء المصانع. وتُعد الروبوتات التعاونية أحد أهم الأمثلة على الاستخدام التطبيقي للذكاء الاصطناعي والتعلم الآلي لدعم التصميم والابتكار في عمليات الإنتاج، حيث يُمكن للأذرع الروبوتية التعاونية تعلم الحركة والمسار الذي يوضحه المشغلون البشريون لأداء المهام المحددة. وكذلك تُعد الصيانة التنبؤية والوقائية باستخدام التعلم الآلي القائم على البيانات من بين الأمثلة التطبيقية النموذجية في مجال تطبيقات الآلات والمعدات.

## التحديات
على عكس الأنظمة الافتراضية بالكامل، والتي تنتشر فيها تطبيقات التعلم الآلي على نطاق واسع اليوم، تتميز عمليات الإنتاج الواقعية بالتفاعل بين العالمين الافتراضي والمادي، إذ تُسجل البيانات باستخدام أجهزة استشعار وتُعالج على كيانات حاسوبية، وإذا لزم الأمر، تُترجم الإجراءات والقرارات إلى العالم المادي من خلال المشغلات أو على أيدي مشغلين بشريين. وهو ما يُشكل تحديات كبيرة لتطبيق التعلم الآلي في أنظمة هندسة الإنتاج. ترجع هذه التحديات إلى مواجهة خصائص العمليات والبيانات ونماذج التعلم الآلي في حد ذاتها، مثل متطلبات الموثوقية العالية في مجال الإنتاج، واحتمالية المخاطرة ونسب الخسائر العالية، وتعدد مصادر البيانات غير المتجانسة، وعدم شفافية وظيفة نموذج التعلم الآلي. تعيق كُل هذه التحديات التبني السريع للتعلم الآلي في عمليات الإنتاج في العالم الحقيقي.

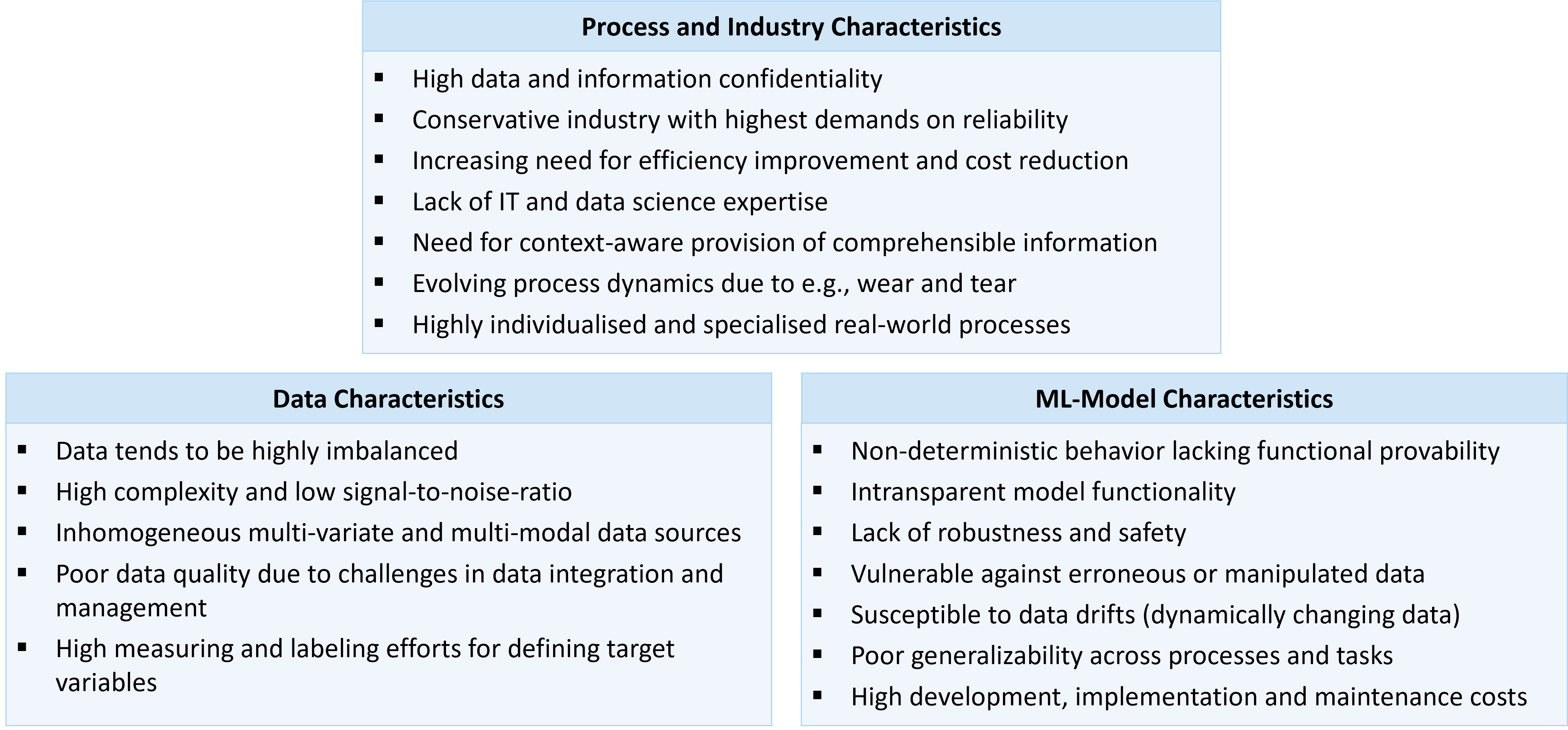
تنشأ التحديات التي تواجه تطبيقات التعلم الآلي في هندسة الإنتاج من مواجهة خصائص العملية والبيانات ونماذج التعلم الآلي.

تتضمن بيانات الإنتاج على وجه الخصوص مجموعة متنوعة من الوسائط والدلالات ومعايير والجودة، كما تتسم أنظمة الإنتاج بالديناميكية وعدم اليقين والتعقيد، بالإضافة إلى أن مشكلات الهندسة والتصنيع دائمًا ما تكون غنية بالبيانات، ولكنها شحيحة المعلومات. ونظرًا لتنوع حالات الاستخدام وخصائص البيانات، فمن الضروري وجود مجموعات بيانات خاصة بالمشكلة، وهو أمر يصعب الحصول عليه، مما يعيق كلًا من الممارسين والباحثين الأكاديميين في هذا المجال.

### خصائص العمليات والصناعة
يمكن اعتبار مجال هندسة الإنتاج قطاعًا محافظًا إلى حد ما فيما يتعلق بتبني التقنيات المتقدمة ودمجها في العمليات الحالية. ويعود ذلك إلى متطلبات الموثوقية العالية لأنظمة الإنتاج، نظرًا للضرر الاقتصادي الكبير المحتمل في حال انخفاض فعالية العمليات، مثل التوقفات الإضافية غير المخطط لها أو عدم كفاية جودة المنتج. بالإضافة إلى مواصفات معدات التشغيل والمنتجات، والتي كثيرًا ما تمنع اعتمادها على نطاق واسع في مختلف العمليات. وإلى جانب الأسباب التقنية، فإن التردد في تبني تقنيات التعلم الآلي عادةً ما يكون مدفوعًا بنقص الخبرة بتقنيات المعلومات وعلوم البيانات في هذا المجال.

### خصائص البيانات
تنبع البيانات التي تُجمع في عمليات الإنتاج بشكل رئيسي من أخذ عينات متكررة من أجهزة الاستشعار لتقدير حالة المنتج أو العملية أو البيئة في العالم الحقيقي. وكثرًا ما تكون قراءات أجهزة الاستشعار عرضة للتشويش، ولا تمثل سوى تقدير للواقع في ظل حالة عدم اليقين. وعادةً ما تتكون بيانات الإنتاج مأخوذة من مصادر بيانات موزعة متعددة، مما ينتج عنه أنماط بيانات متنوعة (مثل الصور المأخوذة من أنظمة مراقبة الجودة البصرية، وقراءات أجهزة الاستشعار المتسلسلة زمنيًا، أو معلومات مقطعية عن العمل والمنتج). يؤدي عدم الاتساق في جمع البيانات إلى انخفاض جودة البيانات، وبذل جهد كبير في دمج البيانات وتنظيفها وإدارتها، كما تتعرض بيانات العملية دائمًا لأشكال مختلفة من الانجراف، كنتيجة للتآكل الميكانيكي والكيميائي لمعدات الإنتاج.

### خصائص نموذج التعلم الآلي
تُعتبر نماذج التعلم الآلي أنظمةً غامضة نظرًا لتعقيدها وعدم شفافية علاقة المدخلات بالمخرجات، وهو ما يقلل من قابلية فهم سلوك النظام، وبالتالي من قدرة مشغلي المصنع على قبوله. ونظراً لغياب الشفافية وعشوائية هذه النماذج، لا يُمكن إثبات صحة وظائفها بشكل قاطع، مما يُعقّد عملية اعتماد معدات الإنتاج. ونظراً لسلوكها التنبؤي غير المُقيّد، فإن نماذج التعلم الآلي تُصبح عُرضةٌ للبيانات الخاطئة أو المُتلاعب بها، مما يُهدد موثوقية نظام الإنتاج بسبب افتقارها إلى المتانة والسلامة. بالإضافة إلى ارتفاع تكاليف التطوير والنشر، تُسبب انجرافات البيانات تكاليف صيانة عالية، وهو أمرٌ غير مُجدٍ مقارنةً بالبرامج الحتمية البحتة.